# 俄罗斯铁道军
俄羅斯聯邦軍隊鐵道兵隶属于俄羅斯聯邦軍隊後勤部，担负铁道的抢修、保通等战时勤务。

## 歷史
1851年8月6日，沙皇尼古拉一世签署训令组建铁道兵，负责莫斯科-彼得堡铁路的建设保障，共计14个工兵连，1个电报连。总计4340人。1870年组建工程兵后，铁道部队成为工程兵的一部分。直至1908年成立独立的铁道兵，隶属于总参谋部军事勤务部(VOSO)。
俄土战争(1877年-1878年)中，铁道兵抢建了賓傑里至加拉茨铁路以保障对俄军重兵集团的不间断供应。
第一次世界大战期间，铁道兵新建了300km宽轨铁路，超过4000km的窄轨铁路，恢复了4600英里铁路及5000英里电话电报线路。
1992年9月30日，铁道兵划归俄罗斯联邦铁道部。2004年3月3日重新调归俄罗斯联邦国防部。从2004年10月5日，隶属于俄军后勤部。